# Campanario de Brujas
El campanario (o beffroi) de Brujas (en francés: Beffroi de Bruges, en neerlandés: Belfort van Brugge) es una edificación medieval situada en el centro histórico de Brujas en Bélgica. 
El campanario forma parte de un grupo de 56 torres y campanarios de Bélgica y Francia en la lista de Patrimonio de la Humanidad de la Unesco desde 1999.
En el lugar donde actualmente se encuentra el campanario de Brujas (en holandés: Belfort van Brugge) se encontraba originalmente una torre de madera levantada en 1240. La construcción albergaba el mercado de la lana y los almacenes correspondientes. La torre también tenía una función administrativa y era utilizada por los magistrados de la ciudad. En ella se encontraban los archivos de la ciudad.
El fuego destruyó la torre en 1280, lo que llevó a la destrucción de los archivos anteriores a 1280. Se construyó un Ayuntamiento en otro lugar (en el "Burg") y allí se trasladaron la mayoría de las funciones administrativas. La torre fue reconstruida en 1296 con dos basamentos cuadrados y la aguja de la torre de madera.
El mercado de la ciudad se amplió durante el siglo XV y de 1483 a 1487 se construyó la parte superior  octogonal de piedra blanca, flanqueada por cuatro torres más pequeñas y coronada por un chapitel de madera que incluía una estatua de San Miguel.
Un incendio provocado por un rayo destruyó de nuevo la parte superior y las campanas en 1493. Cuando se reparó, se construyó una torre de madera adornada con leones rampantes.
Durante el siglo XVI se añadió una galería detrás de las ependencias del mercado. El patio interior también fue remodelado añadiéndole algunas galerías en la primera planta.
En 1741, un incendio destruyó de nuevo la flecha del campanario. Fue reparada en 1753. La torre fue reconstruida en su forma actual, de corona de neogótica, en lugar de la flecha que la coronaba anteriormente, en 1822.
El campanario de Brujas, con una altura de 83 metros, está ligeramente inclinado hacia la izquierda (1,19 m) desde hace más de cuatro siglos. Se puede visitar. Para llegar a lo más alto hay que subir 366 escalones. El carrillón tiene 47 campanas.

## Función
Las plantas inferiores de la torre tenían una finalidad comercial. Reunían varias salas donde los artesanos, con la aprobación de la ciudad, comercializaban sus productos. En la segunda planta existía una cámara fortificada (la sala del Tesoro) y también allí se encontraban los archivos de la ciudad. Aún se conservan las cuentas anuales que datan desde 1281. Fueron escritas en latín hasta 1300, después se escribieron en lenguaje popular.
Las leyes y reglamentos de la ciudad se proclamaban desde el balcón situado sobre la puerta de entrada delante de los ciudadanos, convocados por las campanas del campanario. Estas leyes y reglamentos fueron llamados "Hallegeboden" (en holandés: los bandos de les Halles).
La torre servía esencialmente como torre de vigilancia para detectar incendios en la ciudad.

### Carillón
antes del siglo XVI, las campanas eran operados manualmente. El hecho del toque de las campanas tenía un significado especial.
Podía anunciar:
- La apertura y cierre de las puertas de la ciudad;
- Un "toque de campanas", que indica el comienzo y el final de la jornada de trabajo. estaba prohibido trabajar con poca iluminación;
- Un toque de campanas que sonaba cuando ya no estaba permitido ir por calle sin una antorcha;
- Toque de campanas festivo (por ejemplo, durante la procesión de la Santa Sangre en Brujas).

A partir de 1523 se utilizó un tambor operado por reloj para automatizar algunas campanas (las que dan las horas). Gracias a este tambor, existía la posibilidad de tocar partituras (seculares y religiosos). A partir de 1604 las autoridades de la ciudad contrataron los servicios de un experto en carrillones para que las campanas tocaran los domingos, festivos y días de mercado.
En 1675 el carrillón estaba compuesto por 35 campanas, diseñado por el amberés Melchior de Haze. Después del incendio de 1741, el carrillón fue ampliado a 47 campanas, construidas por Joris Dumery, con un total de 27,5 toneladas y que todavía se utilizan hoy en día.